# Lulewice
Lulewice (niem. Alt Lülfitz) – wieś sołecka w Polsce położona w województwie zachodniopomorskim, w powiecie białogardzkim, w gminie Białogard. W latach 1975–1998 wieś należała do województwa koszalińskiego. W roku 2007 wieś liczyła 205 mieszkańców.

## Geografia
Wieś w układzie okolnicy, leży ok. 4 km na północ od Białogardu, ok. 450 m na zachód od drogi wojewódzkiej nr 166. Okolice wsi to pola uprawne, w odległości ok. 1 km w kierunku północnym przepływa Radew.

## Historia
Wieś Lulewice (niem. również: Lullewitz, Lüllewitz lub Lüllfitz) po raz pierwszy wymieniona w 1276 r. W środku wsi stała szkoła. W roku 1333 biskup kamieński Fryderyk von Eickstedt nadał wieś kapitule katedralnej w Kołobrzegu. Już w roku 1454 miejscowość należała do Białogardu. Po wojnie trzydziestoletniej w połowie wieku XVII wieś zamieszkiwały 83 osoby. Wprowadzając pruska reformę administracyjną (1807 i 1816) dokonało się uniezależnienie wsi od miasta Białogard, co ostatecznie nastąpiło w 1848 roku.
Według Ksiąg Gruntowych² z roku 1867 wieś została opisana w następujący sposób: "1 budynek szkolny, 31 domów, 38 budynków gospodarczych, 1 wiatrak, 38 koni (z czego 63 konie robocze), 296 krów (w tym 3 byki), 539 owiec, 168 świń (w tym 30 macior), 4 kozy, 33 ule", w owym czasie w Lulewicach było 206 mieszkańców w 41 rodzinach.
Od roku 1882, po odłączeniu się Lulewiczek jako samodzielnej wsi, Lulewice stały się niezależną wsią. W 1912 r. podłączono wieś do sieci elektroenergetycznej. W 1925 roku w Lulewicach mieszkało 261 osób, w 1933 roku 222 a w roku 1939 wieś liczyła 721,1 hektarów, 220 mieszkańców w 51 gospodarstwach domowych. W roku 1945 ostatnim niemieckim sołtysem był Willi Venske.

## Zabytki i ciekawe miejsca
W Lulewicach znajduje się nieczynny cmentarz założony w XIX wieku o pow. 0,70 ha, z zachowanym układem przestrzennym, w runie rośnie bluszcz, barwinek, śnieżyczka przebiśnieg, konwalia majowa, cis.
Budynek mieszkalny o konstrukcji ryglowej, stodoła i budynek bramny o konstrukcji ramowej (zagroda nr 11), stodoły o konstrukcji ramowej (zagroda nr 15 i 18), budynki mieszkalne o konstrukcji ryglowej (zagroda nr 19, 20 i 28), budynek bramny o konstrukcji ramowej (zagroda nr 25), budynek inwentarski o konstrukcji ramowej (zagroda nr 27).

## Przyroda
Od drogi wojewódzkiej nr 166 do wsi po obu stronach drogi rośnie 30 lip drobnolistnych o obw. 210 - 436 cm, które tworzą aleję o długości 650 m.
W miejscowości znajdują się gniazda bociana białego.
300 m od wsi w kierunku Redlina, wśród pól nad Radwią znajduje się piękny użytek ekologiczny.

## Gospodarka
Wieś zaopatrywana jest w wodę z ujęcia w Redlinie.

## Turystyka
Przez wieś prowadzi lokalny nieoznaczony szlak turystyczny: Szlak pieszy wokół Białogardu.
W miejscowości jest miejsce poświęcone pamięci Jana Pawła II oraz wybudowana przez mieszkańców góra Golgota.

## Kultura i sport
Ludowy Zespół Sportowy we wsi to „Sokół” Lulewice, należący do Gminnego Zrzeszenia LZS.

## Komunikacja
W miejscowości znajduje się przystanek komunikacji autobusowej.